# Synapturanus rabus
Synapturanus rabus är en groddjursart som beskrevs av William F. Pyburn 1977. Synapturanus rabus ingår i släktet Synapturanus och familjen Microhylidae. IUCN kategoriserar arten globalt som livskraftig. Inga underarter finns listade i Catalogue of Life.